# 更巴拉山口
更巴拉山口（Kepang La）是中印边境实际控制线的一个山口。雅鲁藏布江就在山口的东南方，流入印度，从那里被称为布拉马普特拉河。该山口位于印度阿鲁纳恰尔邦上桑朗县下的更仁村Gelling约4公里处。位于中國西藏墨脱县背崩乡西让村6公里处。 在 1962 年中印边境战争之前，山口促进了双方当地人之间以货易货。 1962 年，中国人民解放军部队使用该山口进入印度管辖的领土。2018年8月，更巴拉山口被指定为未來的中印邊境邊防會談會晤站 (BPM) 点。
更巴拉山是西藏南部的一座山脉，最高点海拔2,073米。在中国的行政区划上，属于西藏自治区林芝市墨脱县。在印度的行政区划上，则属于阿鲁纳恰尔邦。雅鲁藏布江从山脉中穿过，流入印度控制区。
更巴拉山山脊是受到争议的麦克马洪线的一部分。印度认为这是中印国界，但中国不承认麦克马洪线的合法性，认为这一地区全部属于中国。目前这座山脉也是中国和印度在墨脱地区的实际控制线。山北侧由中国控制，山南侧由印度控制。1962年中印战争期间，中国军队翻越更巴拉山进攻印度控制区，但随后撤退，印度在中国撤军后重新控制了山的南侧。